# Лейк-Ворт-Біч (Флорида)
Лейк-Ворт-Біч (англ. Lake Worth Beach) — місто (англ. city) в США, в окрузі Палм-Біч штату Флорида. Населення — 42 219 осіб (2020).

## Географія
Лейк-Ворт-Біч розташований за координатами 26°37′11″ пн. ш. 80°3′31″ зх. д. / 26.61972° пн. ш. 80.05861° зх. д. (26.619720, -80.058718).  За даними Бюро перепису населення США в 2010 році місто мало площу 17,26 км², з яких 15,21 км² — суходіл та 2,05 км² — водойми.

### Клімат
Місто знаходиться у зоні, котра характеризується вологим тропічним кліматом. Найтепліший місяць — серпень із середньою температурою 27.3 °C (81.2 °F). Найхолодніший місяць — січень, із середньою температурою 17.7 °С (63.9 °F).
| Клімат Лейк-Ворт-Біча   | Клімат Лейк-Ворт-Біча | Клімат Лейк-Ворт-Біча | Клімат Лейк-Ворт-Біча | Клімат Лейк-Ворт-Біча | Клімат Лейк-Ворт-Біча | Клімат Лейк-Ворт-Біча | Клімат Лейк-Ворт-Біча | Клімат Лейк-Ворт-Біча | Клімат Лейк-Ворт-Біча | Клімат Лейк-Ворт-Біча | Клімат Лейк-Ворт-Біча | Клімат Лейк-Ворт-Біча | Клімат Лейк-Ворт-Біча |
| Показник                | Січ.                  | Лют.                  | Бер.                  | Квіт.                 | Трав.                 | Черв.                 | Лип.                  | Серп.                 | Вер.                  | Жовт.                 | Лист.                 | Груд.                 | Рік                   |
| Абсолютний максимум, °C | 32,2                  | 32,8                  | 33,9                  | 36,7                  | 36,7                  | 37,8                  | 39,4                  | 37,2                  | 36,7                  | 35                    | 33,3                  | 32,2                  | 39,4                  |
| Середній максимум, °C   | 24,6                  | 25,2                  | 27,2                  | 29,2                  | 31                    | 32,2                  | 32,9                  | 33,1                  | 32,1                  | 29,9                  | 27,3                  | 25,3                  | 29,2                  |
| Середня температура, °C | 17,7                  | 18,2                  | 20,1                  | 22,1                  | 24,4                  | 26,3                  | 27,1                  | 27,3                  | 26,7                  | 24,4                  | 21,2                  | 18,7                  | 22,8                  |
| Середній мінімум, °C    | 10,9                  | 11,1                  | 13,1                  | 15,1                  | 17,7                  | 20,5                  | 21,3                  | 21,5                  | 21,3                  | 18,9                  | 15,1                  | 12,2                  | 16,6                  |
| Абсолютний мінімум, °C  | −4,4                  | −2,8                  | −2,8                  | 1,7                   | 8,3                   | 13,3                  | 16,7                  | 13,9                  | 15,6                  | 5,6                   | 0,6                   | −3,3                  | −4,4                  |
| Норма опадів, мм        | 65                    | 62                    | 87                    | 76                    | 140                   | 235                   | 201                   | 186                   | 244                   | 168                   | 79                    | 56                    | 1599                  |
| Днів з опадами          | 6                     | 6                     | 6                     | 6                     | 10                    | 15                    | 16                    | 16                    | 16                    | 12                    | 7                     | 7                     | 124                   |
| ----------------------- | --------------------- | --------------------- | --------------------- | --------------------- | --------------------- | --------------------- | --------------------- | --------------------- | --------------------- | --------------------- | --------------------- | --------------------- | --------------------- |
| Джерело: Weatherbase    |                       |                       |                       |                       |                       |                       |                       |                       |                       |                       |                       |                       |                       |

## Демографія
Згідно з переписом 2010 року, у місті мешкало 34 910 осіб у 12 958 домогосподарствах у складі 6966 родин. Густота населення становила 2023 особи/км².  Було 16473 помешкання (955/км²).
Расовий склад населення:
| - 60,0 % — білих - 19,8 % — чорних або афроамериканців - 5,6 % — корінних американців - 1,0 % — азіатів - 0,1 % — вихідців з тихоокеанських островів - 8,9 % — осіб інших рас |

До двох чи більше рас належало 4,6 %. Частка іспаномовних становила 39,6 % від усіх жителів.
За віковим діапазоном населення розподілялося таким чином: 22,2 % — особи молодші 18 років, 66,6 % — особи у віці 18—64 років, 11,2 % — особи у віці 65 років та старші. Медіана віку мешканця становила 35,0 року. На 100 осіб жіночої статі у місті припадало 117,5 чоловіків;  на 100 жінок у віці від 18 років та старших — 121,3 чоловіків також старших 18 років.
Середній дохід на одне домашнє господарство  становив 50 871 долар США (медіана — 36 739), а середній дохід на одну сім'ю — 59 086 доларів (медіана — 41 852). Медіана доходів становила 26 672 долари для чоловіків та 32 229 доларів для жінок. За межею бідності перебувало 27,1 % осіб, у тому числі 40,9 % дітей у віці до 18 років та 10,7 % осіб у віці 65 років та старших.
Цивільне працевлаштоване населення становило 17 858 осіб. Основні галузі зайнятості: науковці, спеціалісти, менеджери — 24,2 %, мистецтво, розваги та відпочинок — 14,2 %, освіта, охорона здоров'я та соціальна допомога — 13,9 %.